# Известковское городское поселение
Известковское городско́е поселе́ние — муниципальное образование в Облученском районе Еврейской автономной области Российской Федерации.
Административный центр — пгт Известковый.

## История
Статус и границы городского поселения установлены Законом Еврейской автономной области от 26 ноября 2003 года № 229-ОЗ «О статусе и границе Облученского муниципального района»

## Население
| 2010  | 2011  | 2012  | 2013  | 2014  | 2015  | 2016  |
| ----- | ----- | ----- | ----- | ----- | ----- | ----- |
| 2673  | ↘2661 | ↘2613 | ↘2544 | ↘2467 | ↗2470 | ↘2440 |
| 2017  | 2018  | 2019  | 2020  | 2021  | 2023  |       |
| ↗2449 | ↘2427 | ↘2339 | ↘2278 | ↘1933 | ↘1926 |       |

## Состав городского поселения
| № | Населённый пункт | Тип населённого пункта      | Население |
| - | ---------------- | --------------------------- | --------- |
| 1 | Абрамовка        | село                        | →1        |
| 2 | Двуречье         | село                        | ↘657      |
| 3 | Известковый      | пгт, административный центр | ↘1355     |
| 4 | Кимкан           | село                        | ↘62       |
| 5 | Рудное           | село                        | ↘110      |
| 6 | Снарский         | село                        | ↗34       |